# 姚思仁
姚思仁（1547年—1637年），字善長，號羅浮，浙江嘉興府秀水縣人，明朝政治人物，萬曆癸未進士，天啟初累官工部尚書。

## 生平
萬曆元年（1573年）癸酉科浙江鄉試第四十名。萬曆十一年（1583年）癸未科三甲二百七十二名進士。通政司觀政，初授行人，丁憂，十七年復除行人，二十年擢任江西道監察御史，二十一年巡盐长芦，二十二年巡按山东，二十四年巡按河南，二十七年巡视紫荆关。三十年升通政司右参议，三十四年转左参议，三十五年改大理寺右少卿，三十六年转左少卿。四十二年起补原官，四十四年升应天府府尹，四十七年升通政司通政使，三载考满，给诰命。泰昌元年十月，升工部添设右侍郎，协理殿门工程，从吏部尚书周嘉谟之请也。天啓元年以明定陵工成，加正二品服俸，加右都御史。二年正月以明庆陵功，加升工部尚书，仍管本部侍郎事，四月正式任工部尚书，加太子太保，同年回籍。崇祯十年卒，享年九十一。

## 著作
有《菉竹堂遺稿》、《大明律附例注解》、《京兆政略》、《五经疏注》等。

## 家族
曾祖姚緯；祖父姚烈；父姚履道，母顧氏。
長子姚以亮，字汉臣，官至知贵州都匀府。次子姚以亨，字用嘉。官南京刑部主事，升郎中。孙姚清，字永伯，诸生，明亡，薙发为僧。